# Тарот Рајдер-Вејт
Тарот Рајдер-Вејт је широко популаран шпил за читање тарот карата. Такође је познат као Вејт-Смит, Рајдер-Вејт-Смит, или јахач тарот. На основу упутстава академика и мистика А.Е. Вејта и илустрованих од стране Памеле Колман Смит, обе чланова Херметичког реда Златне зоре, карте је првобитно објавила компанија Рајдер 1909. године. Шпил је објављен у бројним издањима и инспирисао је широку лепезу варијанти и имитација. Процењује се да више од 100 милиона примерака шпила постоји у више од 20 земаља.

## Преглед
Иако су илустрације на картама једноставне, детаљи и позадине имају обиље симболике. Неке илустрације су сличне илустрацијама у ранијим шпиловима, али уопштено, дизајн Вејт-Смит карата се значајно разликује од претходних. Хришћански мотиви су уклоњени са неких карата, а додати на другим. На пример, „Папе“ карта је постала „Висока свештеница“ и више не садржи папску тијару, док је карта „Љубавници“, која је претходно приказивала средњовековну сцену одевеног мушкарца и жене који примају благослов од племића или свештеника, промењена у приказ нагих Адама и Еве у рајском врту и кец пехара са голубом који носи сакраментални хлеб. Мале Аркане су илустроване алегоријским сценама Смита, где су ранији шпилови (са неколико ретких изузетака) имали једноставан дизајн за Малу Аркану.
Симболи и слике коришћене у шпилу били су под утицајем мага и окултисте Елифаса Левија из 19. века, као и учења Херметичког реда Златне зоре. Да би се прилагодио астролошким кореспонденцијама које учи Златна зора, Вејт је увео неколико иновација у шпил. Променио је редослед карата Снага и Правда тако да је Снага одговарала Лаву, а Правда Ваги. Такође је засновао карту Љубавника према италијанским тарот шпиловима, који имају две особе и анђела, да би појачао кореспонденцију са Близанцима.

## Велика аркана
- 0 – Луда
- I – Маг
- II – Висока свештеница
- III – Царица
- IV – Цар
- V – Јерофант
- VI – Љубавници
- VII – Кочија
- VIII – Снага
- IX – Пустињак
- X – Точак среће
- XI – Правда
- XII – Обешеник
- XIII – Смрт
- XIV – Умереност
- XV – Ђаво
- XVI – Кула
- XVII – Звезда
- XVIII – Месец
- XIX – Сунце
- XX – Суд
- XXI – Свет

## Мала аркана

### Штапови
- Ас штапова
- Двојка штапа
- Тројка штапа
- Четворка штапа
- Петица штапова
- Шестица штапова
- Седмица штапова
- Осмица штапова
- Деветка штапова
- Десетка штапова
- Паж штапова
- Витез штапова
- Краљица штапова
- Краљ штапова

### Чаше
- Ас пехара
- Двојка пехара
- Тројка пехара
- Четворка пехара
- Петица пехара
- Шестица пехара
- Седмица пехара
- Осмица пехара
- Деветка пехара
- Десетка пехара
- Паж пехара
- Витез пехара
- Краљица пехара
- Краљ пехара

### Мачеви
- Ас мача
- Двојка мача
- Тројка мача
- Четворка мача
- Петица мачева
- Шестица мачева
- Седмица мачева
- Осмица мачева
- Деветка мачева
- Десетка мачева
- Паж мачева
- Витез мачева
- Краљица мачева
- Краљ мачева

### Новчићи (Пентаграми)
- Ас новчић
- Двојка новчића
- Тројка новчића
- Четворка новчића
- Петица новчића
- Шестица новчића
- Седмица новчића
- Осмица новчића
- Деветка новчића
- Десетка новчића
- Паж новчића
- Витез новчића
- Краљица новчића
- Краљ новчића

## Статус ауторских права
Изворна верзија тарота Рајдер-Вејт је у јавном власништву у свим земљама које имају ауторско право од 70 година или мање након смрти последњег коаутора. Ово укључује Уједињено Краљевство, где је шпил првобитно објављен.
У Сједињеним Државама, шпил је постао део јавног власништва 1966. године (публикација + 28 година + обновљена 28 година), па је тако америчким уметницима била доступна за бројне различите медијске пројекте. У.С. Гејмс Системс полаже ауторска права на своју ажурирану верзију шпила објављену 1971. године, али то се односи само на нови материјал који је додат већ постојећем делу (нпр. дизајни на полеђини картице и кутији).